# Шабля Карла Великого

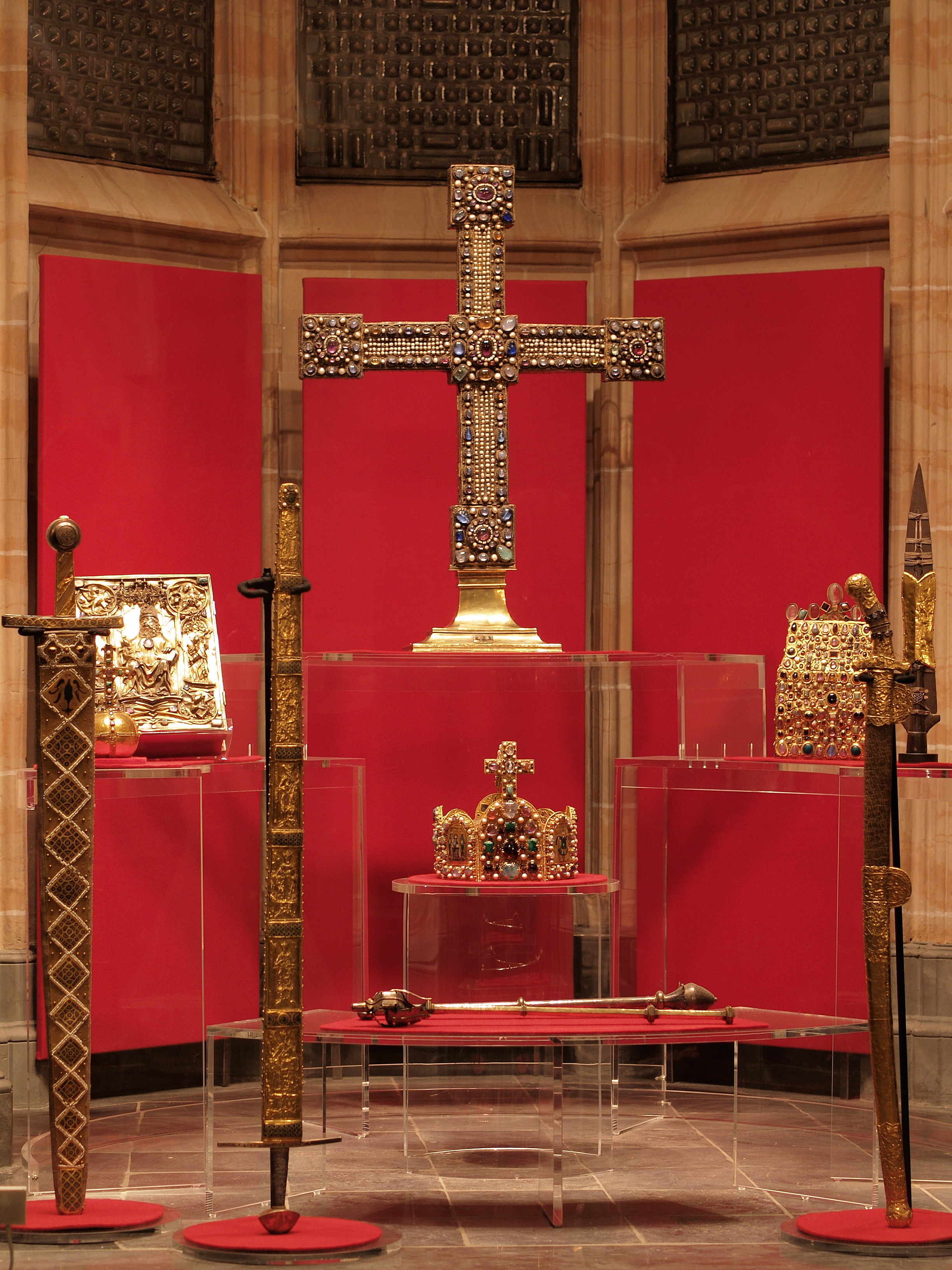
Шабля Карла Великого (праворуч). Імператорські клейноди Священної Римської імперії в коронаційному залі Аахенської ратуші.

Ша́бля Ка́рла Вели́кого (нім. Säbel Karls des Großen) — шабля східноєвропейського типу, що нібито належала франкському імператору Карлу Великому. Один із Аахенських клейнодів Священної Римської імперії. Зберігається у Гофбургському палаці. Ймовірно, створена київськими майстрами.

## Історія
Походження шаблі овіяне легендою: за давньою традицією її походження пов'язувалося з похованням Карла Великого в Аахені. Так, за однією з версії, що виникла у XVIII ст., шабля була захоплена Карлом на війні з аварами, згідно з іншою була подарована першому середньовічному імператору Гаруном аль Рашидом. Більш-менш достовірні відомості про клинок значно пізніші. До 1794 року шабля, у числі інших церемоніальних інсигній німецької корони, зберігалася в Аахені, а від 1801-го потрапила до Відня. До кінця XVIII ст. цією зброєю при коронації опоясували імператорів Священної Римської імперії.
Пізніше ряд австрійських зброєзнавців довели неможливість приналежності шаблі Карлу Великому, оскільки реліквію було виготовлено принаймні за три століття опісля смерті її ймовірного власника-імператора. Детальніше вивчення неочікувано отримало конкретніше визначення походження зброї опісля того, як західні археологи зацікавилися давньоруськими виробами, унаслідок чого було зроблено висновок про не мадярське, а середньодніпровське походження.